# Мартышка мона
Мартышка мона (лат. Cercopithecus mona) — вид приматов из семейства мартышковых.

## Описание
Самцы и самки похожи внешне, но самцы, как правило, больше. Самцы обычно весят около 5 кг, в то время как самки обычно весят около 4 кг. Длина тела от 32 до 53 см, хвоста от 67 до 90 см. Лицо красочное. Мех на спине красно-коричневого цвета. Брюхо и ягодицы белые. Верхняя половина лица голубовато-серая с белой полосой на лбу. Брови тёмные, морда розовая. Вокруг лица жёлтое волосы, между глазами до ушей проходит тёмная полоса. Щёки серовато-желтые, губы белые. Другие характерные особенности: длинные толстые бакенбарды и белые длинные пучки на ушах. Хвост близкий к чёрному сверху, серый снизу. Кончик хвоста чёрный. Альбинизм известен, но редкий.

## Ареал
Страны проживания: Бенин, Камерун, Гана, Нигерия, Того. Завезена: Гренада, Сент-Китс и Невис, Сан-Томе и Принсипи. Это низменный лесной вид. Популяция плотнее ближе к реке и в галерейном лесу, может быть найден в мангровых зарослях.

## Образ жизни
Животные живут в группах в среднем по 12 особей, в каждой группе только один взрослый самец. Группы из одних самцов, как известно, существуют, но гораздо меньше по размеру. C. mona очень социальные и активны, в основном рано утром или ближе к вечеру. C. mona всеядны. Большая часть их диеты состоит из фруктов. В дополнение они едят молодые листья и беспозвоночных. Особенностью питания этих животных является то, что они сохраняют пищу в защёчных мешках. Объём этих мешков почти такой же, как и у желудка. Известны хищники: Panthera pardus, Profelis aurata, Lophaetus occipitalis, питоны.

## Размножение
Взрослые самки обычно рожают раз в два года. Период беременности длится, как правило, от 5 до 6 месяцев. Как правило, рождается только один малыш, но близнецы, как известно, тоже бывают. Кормление молоком длится около года. Половая зрелость наступает в возрасте от 2 до 5 лет. Продолжительность жизни этого вида составляет максимум 30 лет.

## Статус МСОП
Популяция этого вида сокращается из-за масштабных потерь среды обитания и охоты ради мяса. Однако он, вероятно, хорошо адаптируется к вторичной среде обитания.
Этот вид включён в Приложение II СИТЕС. Этот вид присутствует в ряде охраняемых территорий по всему ареалу.